# Casimir Gaillardin
Claude Joseph Casimir Gaillardin (* 7. September 1810 in Doullens; † 29. Dezember 1880 in Paris) war ein französischer Historiker.
Er beschäftigte sich unter anderem mit der Geschichte des Trappistenordens und schrieb eine dreibändige Geschichte des Mittelalters (Histoire du moyen-âge, 1837–1843). Seine sechsbändige Geschichte der Regierungszeit Ludwigs XIV. (Histoire du règne de Louis XIV, 1871–1879) wurde von der Académie française preisgekrönt.
| Personendaten    | Personendaten                                          |
| ---------------- | ------------------------------------------------------ |
| NAME             | Gaillardin, Casimir                                    |
| ALTERNATIVNAMEN  | Gaillardin, Claude Joseph Casimir (vollständiger Name) |
| KURZBESCHREIBUNG | französischer Historiker                               |
| GEBURTSDATUM     | 7. September 1810                                      |
| GEBURTSORT       | Doullens                                               |
| STERBEDATUM      | 29. Dezember 1880                                      |
| STERBEORT        | Paris                                                  |